# A Hétfejű Tündér
A Hétfejű Tündér Lázár Ervin mesegyűjteménye, a szerző legnépszerűbb kötete.
Számos kiadást megélt. 1997-ben félórás mesejáték készült belőle András Ferenc rendezésében. A szerző bölcs, rövid és tanulságos meséinek szereplői között egyes állatok ismerősek lehetnek az olvasó számára mások (például La Fontaine) történeteiből. Hangvételük nemegyszer groteszk, de ugyanakkor humoros is. Nem csupán a gyerekek, hanem a felnőttek körében is igen népszerűek.
Egy internetes interjúban Lázár Ervin elmondta, az ő kedvence minden meséje közül az ebben a kötetben levő Mese Julinak c. történet.
Mikkamakka, A Négyszögletű Kerek Erdő főszereplője ebben a kötetben a Szökevény szeplők, a Virágszemű, a Nagyapa meg a csillagok, Ha három lábon gyábokorsz történetekben bukkan fel.

## A kötetben szereplő mesék
| Cím                                | Tartalom                                                                                                  |
| ---------------------------------- | --- |
| Mese Julinak                       | Egy szójátékokra kész cserkesz felkeres egy lázas kislányt                                                |
| Az igazságtevő Nyúl                | A Majom és a Hangya vitája, majd versenye                                                                 |
| A fába szorult hernyó              | Az erdő lakóinak mentőakciója                                                                             |
| A hazudós Egér                     | A hazugságok néha életet menthetnek                                                                       |
| A Nyúl mint tolmács                | A Kecske és a Ló sokáig nem értették meg egymást                                                          |
| Szurkos kezű királyfiak            | Mi a teendő, ha a királylányok eladósorba kerülnek?                                                       |
| Mese – reggelre                    | Hét vélemény a reggeli fölkelésről                                                                        |
| Ödönke és a tízemeletes            | A házépítés nehézségei                                                                                    |
| Szökevény szeplők                  | Szeplők nélkül sem az igazi – Marci kálváriája                                                            |
| Két Reggel                         | Összecsapás a Tejúton                                                                                     |
| Mit ugrálsz, Hideg?                | A nyitva maradt hűtőszekrény galibát okozott                                                              |
| A Kék meg a Sárga                  | Két festékpötty nem fér meg egy papírlapon                                                                |
| A lyukas zokni                     | A megöregedett zokni és a pöffeszkedő lyuk                                                                |
| Virágszemű                         | Kihez hasonlít Varga Julcsa gyönyörűséges kék szeme?                                                      |
| Nagyapa meg a csillagok            | Babó Titti nagypapájának a titka                                                                          |
| A molnár fia zsák búzája           | A kitartás az élet meghatározó próbája                                                                    |
| A kislány, aki mindenkit szeretett | A szép, de szófogadatlan Brunella, a patak, a Tigris, a Medve, a Pakuk madár meg a vadász                 |
| Ha három lábon gyábokorsz          | Bővebben: „Ha három lábon gyábokorsz, a kálán pugra nem tudsz menni.”                                     |
| Álmos Palkó                        | Akinek nagyon fontos dolga van a világon                                                                  |
| A nagyravágyó feketerigó           | Egy kisfiú barátot keres a madarak között                                                                 |
| Rácegresi és Pácegresi             | Ajahtan Kutarbani király meséje a furulyafákról                                                           |
| A Hétfejű Tündér                   | Rácpácegres legcsúnyább ifja elindul Csodaországba, hogy bosszút álljon azon a szörnyön, aki elvarázsolta |